# David Bailly
Der niederländische Maler David Bailly (* 1584 in  Leiden; † 1657 ebenda) war ein Sohn des Malers Pieter Bailly und widmete sich vor allem der Porträtmalerei. Daneben entstanden Vanitas-Stillleben.

## Biografie
Neben seinem Vater unterrichtete ihn der Kupferstecher Jacques de Gheyn, was seinen detaillierten Zeichenstil erklären mag. Ab 1601 arbeitete er bei dem Maler Cornelius van der Voort in Amsterdam.
Von 1608 bis 1613 bereiste er Deutschland und Italien. So hielt er sich unter anderem ein Jahr in Hamburg auf, reiste nach Venedig und Rom und arbeitete an verschiedenen deutschen Höfen.
Nach seiner Rückkehr porträtierte er Studierende und Professoren der Leidener Universität.